# Гипокальциемия
Ги́покальциеми́я — состояние, при котором содержание общего кальция в плазме крови ниже 1,87 ммоль/л, а ионизированного — ниже 1,07 ммоль/л (Нормальная концентрация кальция в плазме крови колеблется от 2,2 до 2,5 ммоль/л и коррелирует с содержанием неорганического фосфора от 0,65 до 1,6 ммоль/л). Внутриклеточный кальций составляет около 180 ммоль/л, то есть в 10 000 раз меньше внеклеточного.

## Этиология
Выделяют следующие группы причин гипокальциемии:
- заболевания паращитовидных желез, приводящие к гипопаратиреозу;
- резистентность тканей-мишеней к паратгормону;
- подавление синтеза и секреции паратгормона, в том числе лекарственными средствами;
- профицит магния;
- усиленный захват кальция костной тканью;
- нарушения обмена витамина D.

## Клиническая картина
Клинические проявления обусловлены симптомами гипокальциемии.
Клинические симптомы являются результатом дефицита ионизированного (биологически активного) кальция и прежде всего — следствием дисфункции нервной и нервно-мышечной систем. Гипокальциемия проявляется тетанией или её эквивалентами. Для приступа тетании характерно онемение и симметричные тонические сокращения мышц рук («рука акушера»), далее — предплечий и плеч, в свою очередь, лица (спазм век, «губы карпа»), грудной клетки и нижних конечностей (эквиноварусная деформация), с сохранением сознания. Скрытую тетанию выявляют: симптом Хвостека (сокращение мышц лица после удара молоточком по лицевому нерву ≈2 см кпереди от мочки уха, чуть ниже скуловой дуги), симптом Труссо («рука акушера» после компрессии плеча в течение 3 мин манжеткой сфигмоманометра, накаченного на 20 мм рт. ст. выше систолического давления), а также возможность вызвать приступ тетании с помощью гипервентиляции. Эквиваленты тетании: спазм век, светобоязнь, диплопия, спазм мышц гортани, бронхоспазм (приступ астмы), спазм коронарных артерий (стенокардия), брюшных (боль живота), периферических (псевдосиндром Рейно) или мозговых (приступ мигрени, временная потеря сознания). На ЭКГ может быть виден удлиненный QT (в результате удлинения ST). Хроническая гипокальциемия часто протекает бессимптомно, если концентрация ионизированного кальция в норме или практически в норме.